# 松本嘉菜
松本 嘉菜 （まつもと かな、1990年3月26日 - ）は、元アミューズ所属の女優。福岡県出身。

## 人物
- 月刊「De-View」読者限定企画『九州全県全員オーディション』から「第2回アミューズお姫様王子様オーディション」に進出した1人。
- 2006年に行われた「第2回アミューズお姫様王子様オーディション」で、全国3507人の応募者の中からお姫様部門（女性部門）の準グランプリを受賞。
- 身長164cm、足のサイズは24.5cm

## ドラマ
- 四つの嘘（2008年、テレビ朝日）
- ブラッディ・マンデイ（2008年、TBS）‐クラスメイト役
- リミット-刑事の現場2-（2009年、NHK）第1話‐被害者の女性役